# Alekszej Georgijevics Javlenszkij
Alexej von Jawlensky (Torzsok, Tveri terület, 1867. március 26. — Wiesbaden, 1941. március 15.) orosz avantgárd festő, aki Németországban élt és alkotott.

## Életpályája
Péterváron folytatott képzőművészeti tanulmányokat, Ilja Jefimovics Repin volt a mestere. 1896-ban került élettársával, Marianne von Werefkin festővel és mesterével Münchenbe, ahol Anton Ažbe festőiskolájába járt, s Kandinszkij köréhez csatlakozott. 1903-tól lett kiállító művész, a müncheni Sezession kiállításán mutatkozott be. 1909-ben Kandinszkij, Kubin, Gabrielle Münter és mások mellett alapító tagja lett a müncheni „Neue Künstlervereinigung” nevű művész csoportosulásnak. A Blaue Reiter kiállításain nem vett részt, de művészeti felfogáséban közel állt ehhez a társasághoz.
Az első világháború ideje alatt Svájcban (Saint-Prex, Zürich, Ascona) élt Werefkinnel, a háború után 1919-ben útjaik szétváltak, és 1921-ben Wiesbadenben telepedett le. Itt kötötte második házasságát, az asszony végig kitartott férje mellett. 1924-ben Kandinszkijjal, Münterrel és Paul Klee-vel megalapították a „Die Blauen Vier” (=A kék négyek) csoportot, amely Németországban és főleg az Amerikai Egyesült Államokban állított ki. 1927-től köszvény gyötörte, 1938-ban abbahagyta a festést. 1937-ben a nácik 72 művét, mint úgynevezett degenerált alkotásokat elkobozták. 1941-ben érte a halál, a wiesbadeni ortodox temetőben helyezték örök nyugalomra.

## Stílusa
Behatóan tanulmányozta a nyugat-európai festészeti irányzatokat, az 1900-as évek közepén járt Franciaországban (Párizs, Bretagne, Provence) is. Nagy hatással volt rá Henri Matisse festészete. Von Jawlensky kolorista adottságai ekkor kezdtek megmutatkozni. Dús és érzéki színfoltokat festett, színei az orosz népművészeti alkotásokra is emlékeztetnek. Témája a táj, fejek és félalakos figurák egyre egyszerűbb és monumentálisabb, majd absztrakt formában. 1920 után egyre inkább kizárólag a fej ábrázolása érdekelte, amely egyre átszellemültebbé, ikonszerűbbé vált, követve azt az utat, ahogyan a festő visszatért gyermekkorának ortodox hitéhez. Az 1930-as években egyre gyakrabban emlegette: „A művészet Isten iránt érzett nosztalgia.”

## Sorozatai (válogatás)
- Tájkép-variációk (1910-es évek)
- Misztikus fejek (1917)
- Megváltó látomásai (1919)
- Absztrakt fejek (1930-as évek)

Műveit főleg németországi városok (Wiesbaden, Chemnitz, München, Hannover, Dortmund, Stuttgart) művészeti múzeumai őrzik, de őriz műveiből a hágai Orthaus múzeum, a kaliforniai Pasadena Norton Simon múzeuma és a Long Beach-i művészeti múzeum is.

## Galéria

### Fejek

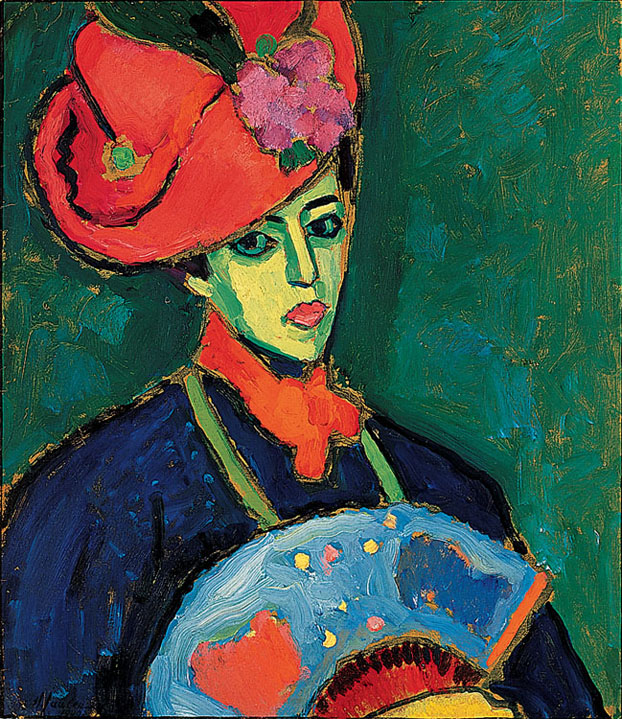
Nő piros kalapban (1909)
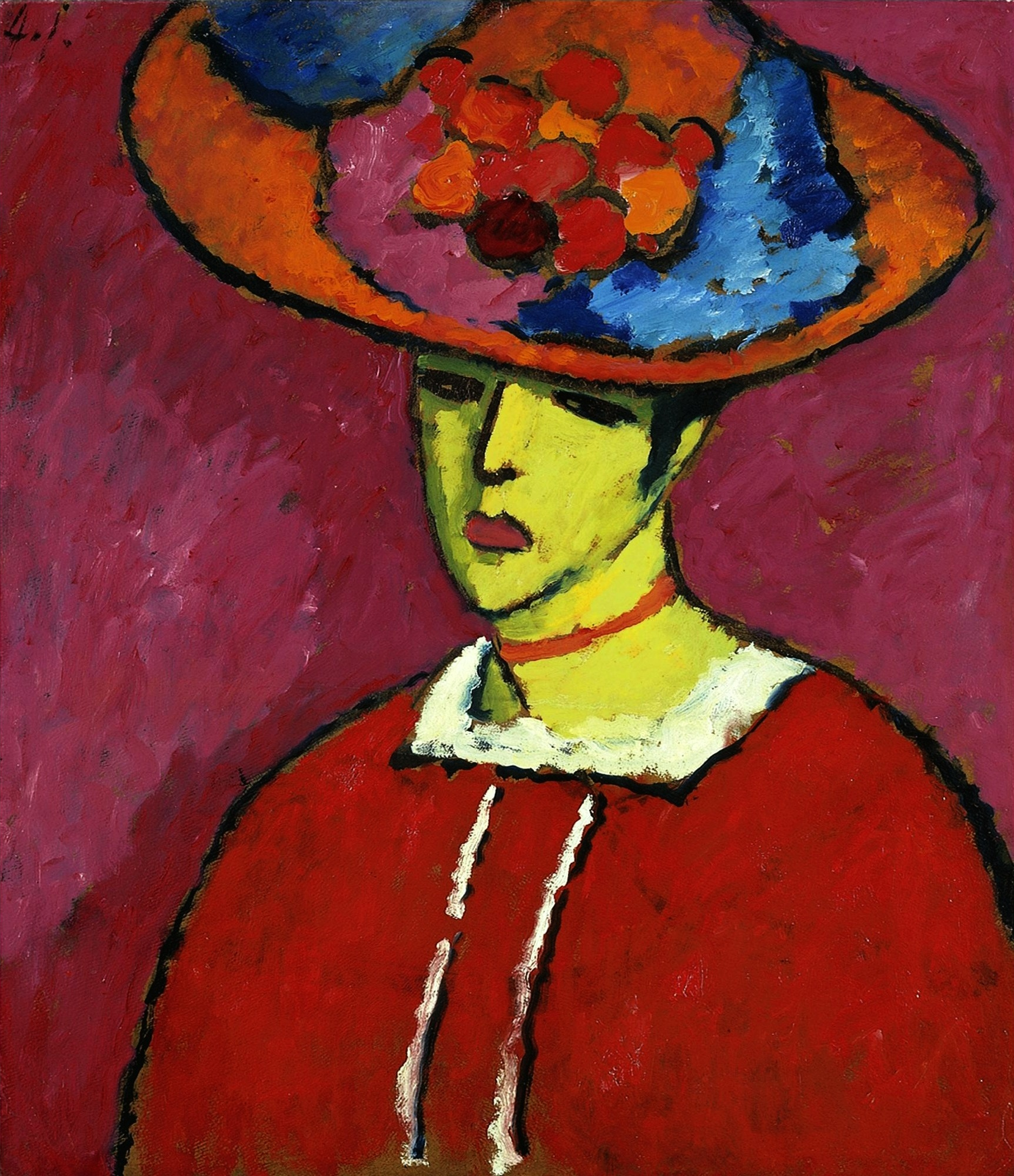
Nő széles karimájú kalapban (1910)
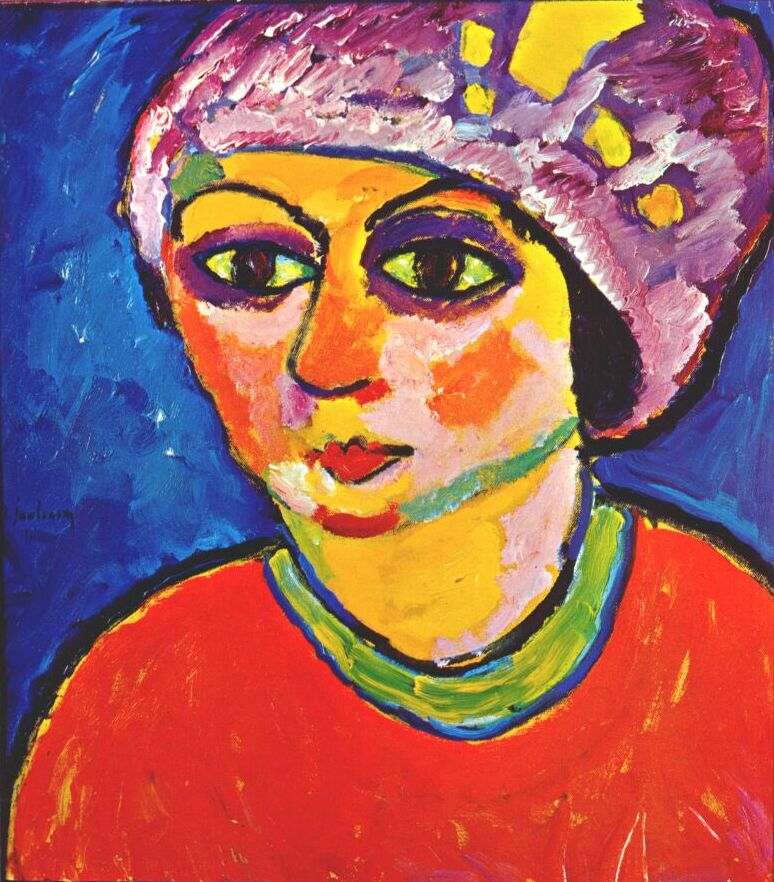
Nő turbánban (1911)
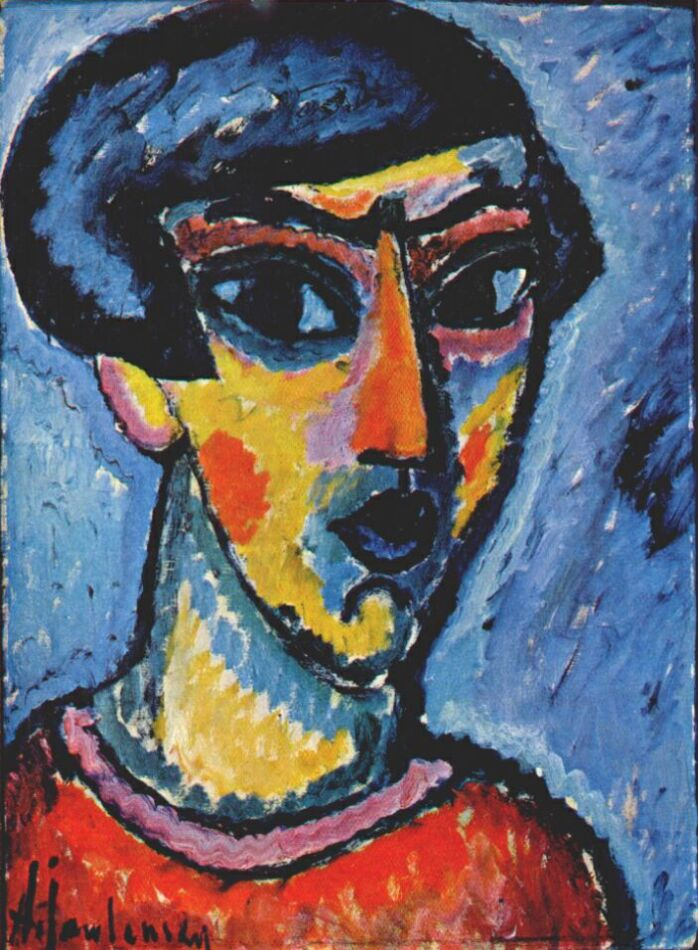
Fej kékben (1912)
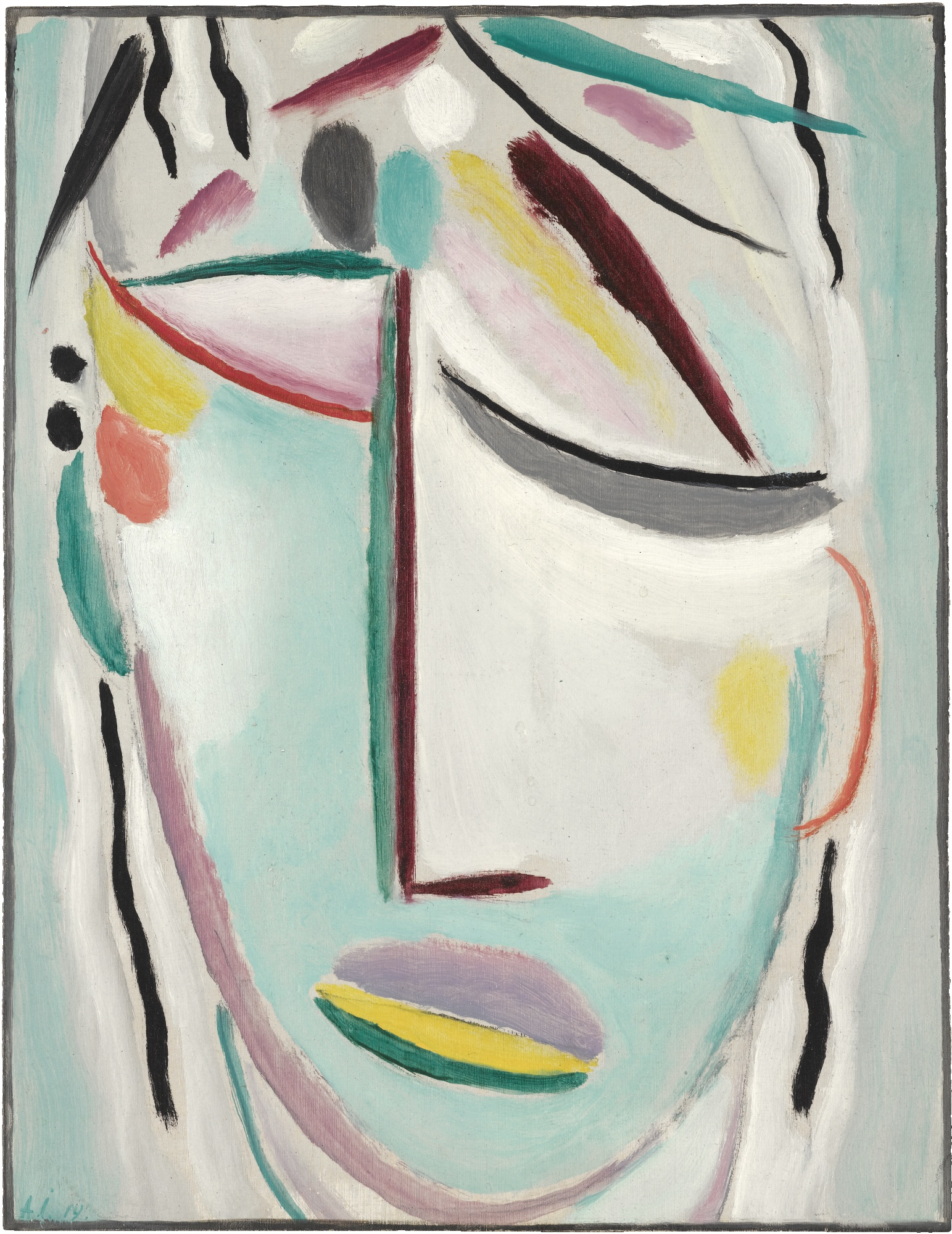
Szabadító (1919)
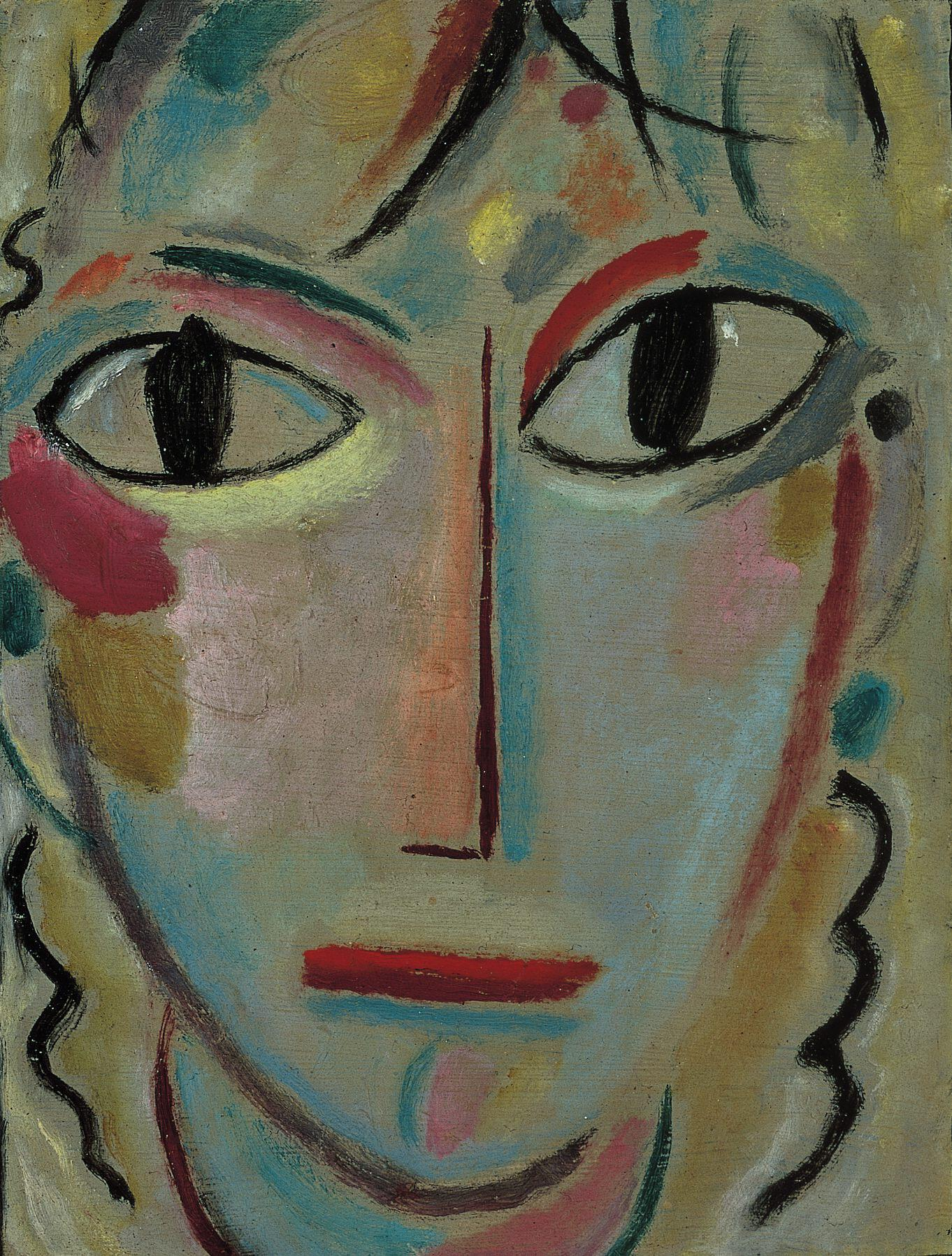
Csodálkozó fej (1919)

### Tájképek

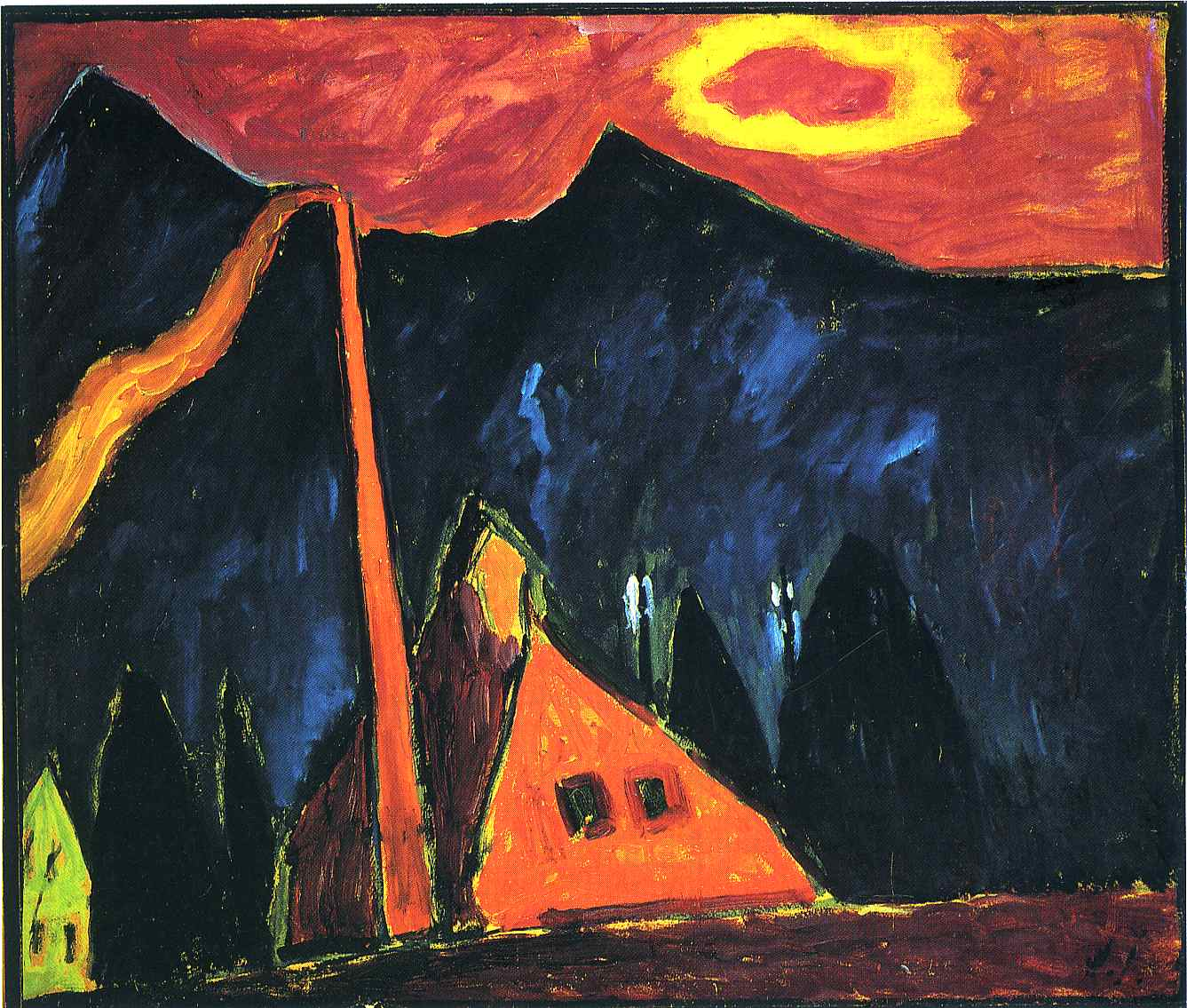
Gyár (1910)
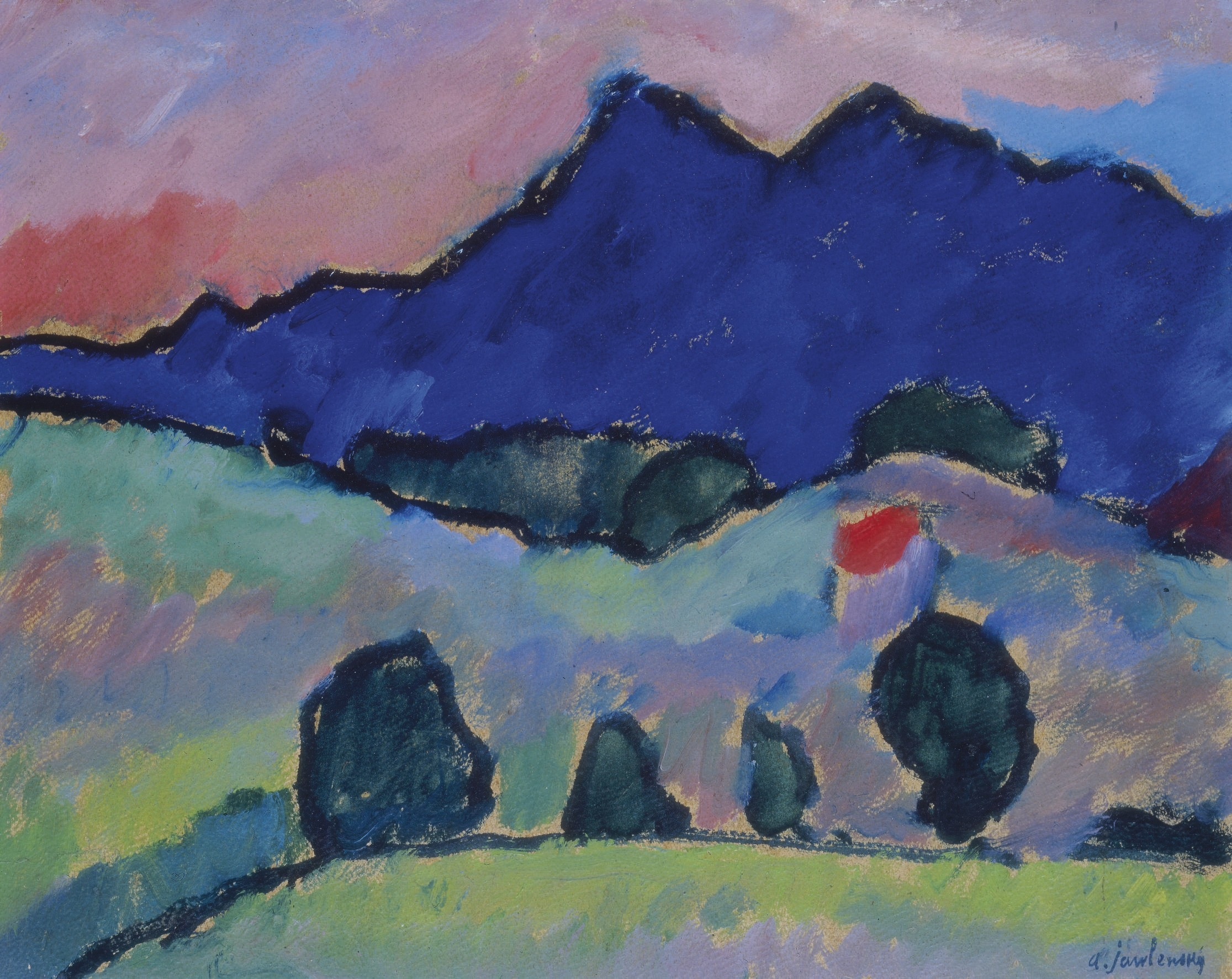
Kék hegy (1910)
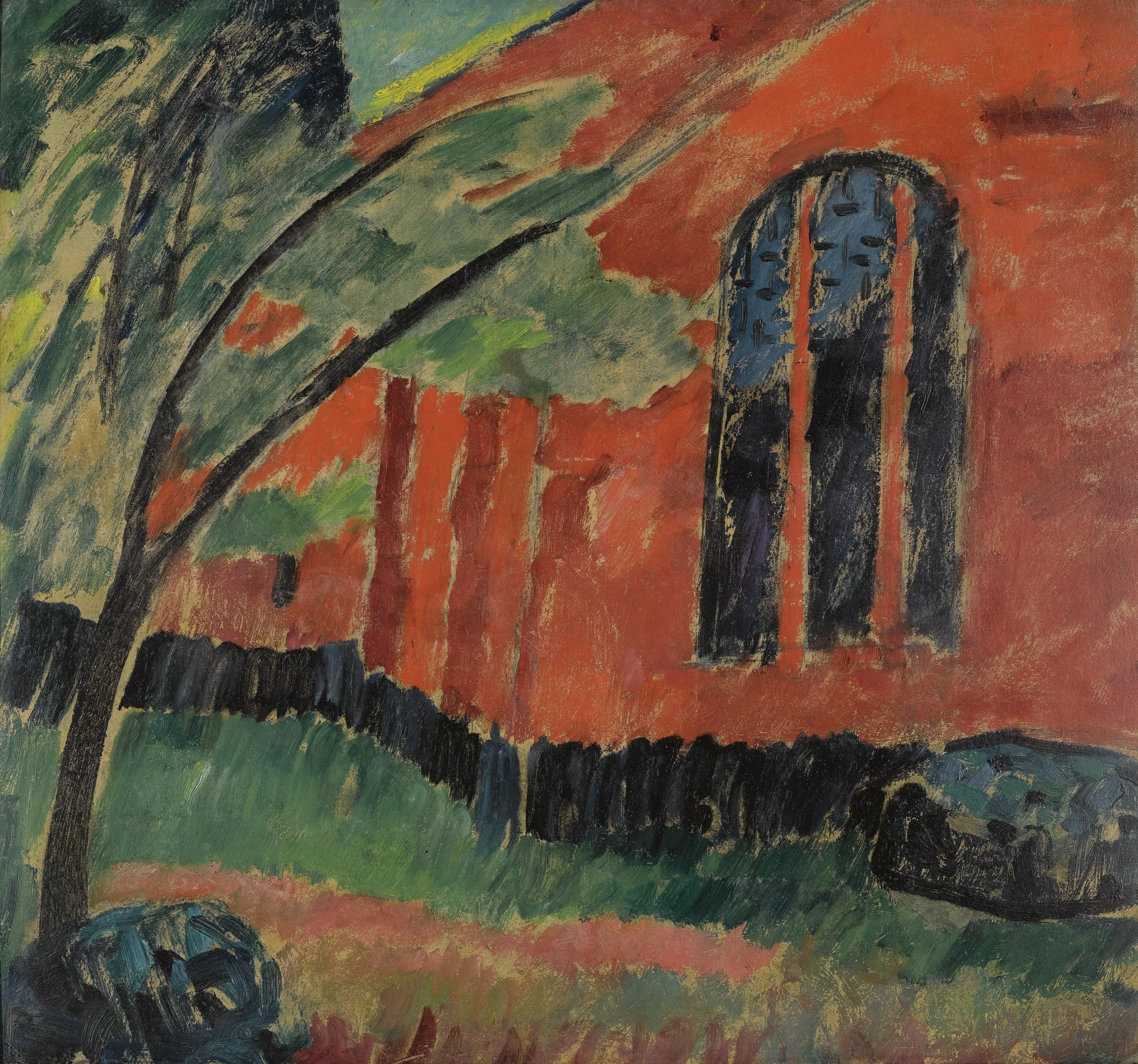
Templom (1911)
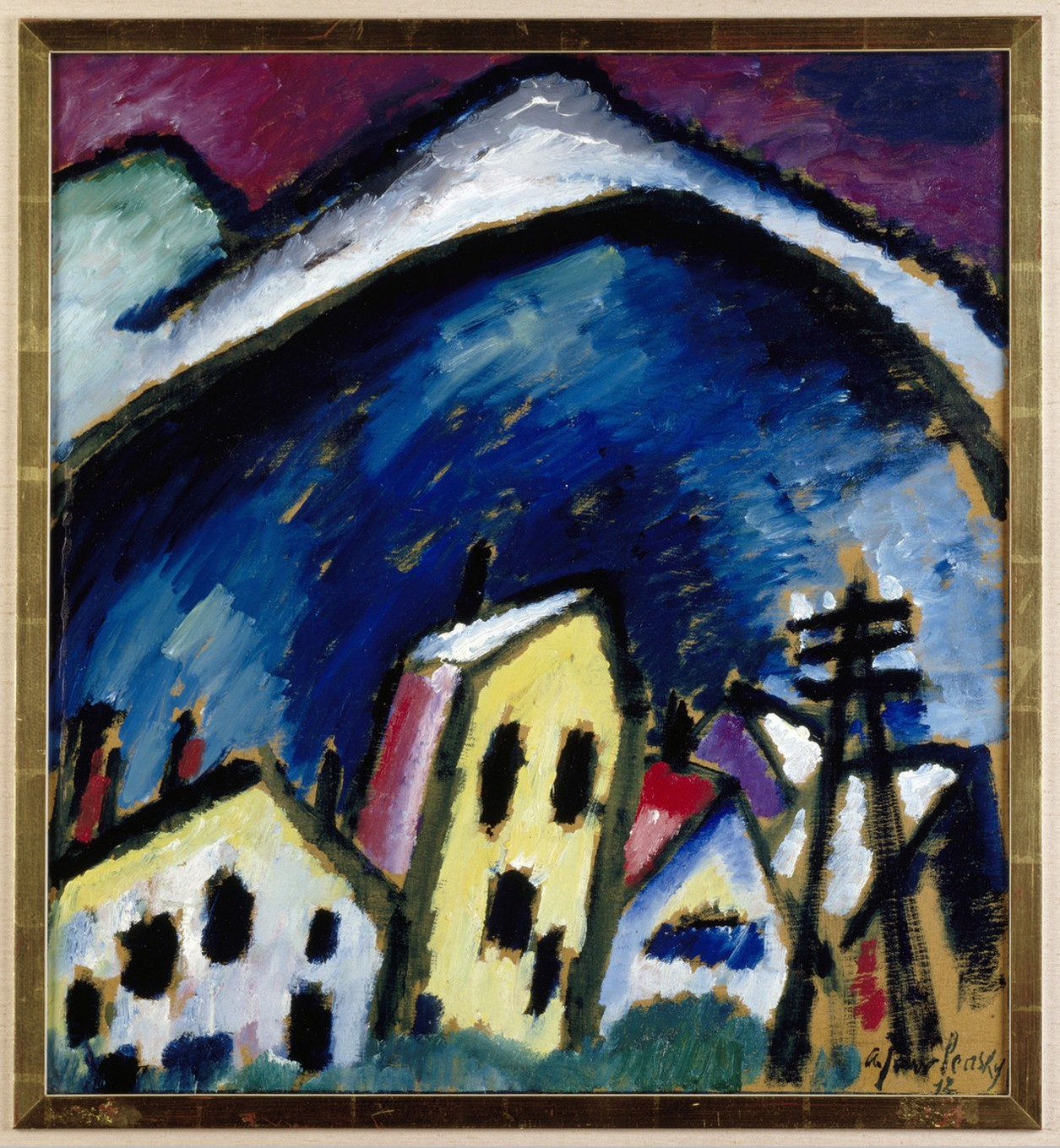
Falu (1912)
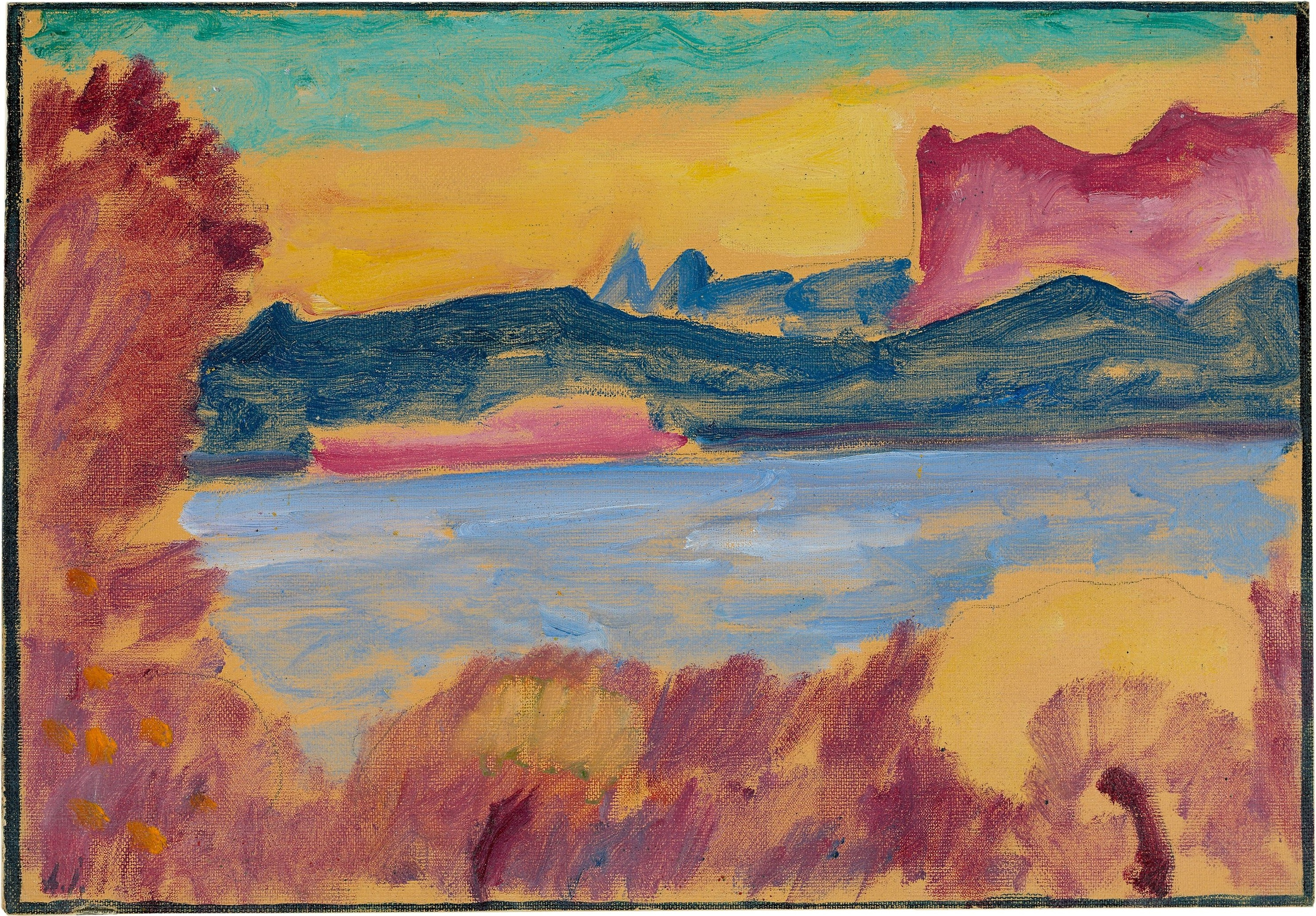
Tájkép (1915)